# Canton de Bressuire
Le canton de Bressuire est une circonscription électorale française située dans le département des Deux-Sèvres et la région Nouvelle-Aquitaine.

## Géographie
Ce canton est organisé autour de Bressuire dans l'arrondissement de Bressuire. Son altitude varie de 90 m (Faye-l'Abbesse) à 236 m (Bressuire).

## Histoire
Par décret du 18 février 2014, le nombre de cantons du département est divisé par deux, avec mise en application aux élections départementales de mars 2015. Le canton de Bressuire est conservé et s'agrandit. Il passe de quatre à six communes.
Par arrêté préfectoral du 17 novembre 2015, les communes de Argenton-les-Vallées, de Le Breuil-sous-Argenton, de La Chapelle-Gaudin, de La Coudre, de Moutiers-sous-Argenton et d'Ulcot, fusionnent le 1er janvier 2016 pour former la commune nouvelle d'Argentonnay. Cependant, cette commune nouvelle est partagée entre les cantons de Mauléon et de Bressuire en raison de l'appartenance de la commune déléguée de La Chapelle-Gaudin à ce dernier. Le décret du 7 novembre 2019 entraîne le rattachement complet du territoire de la commune nouvelle d'Argentonnay au canton de Mauléon.

## Représentation

### Conseillers d'arrondissement (de 1833 à 1940)
| Période                                  | Période | Identité                            | Étiquette    | Qualité |
| ---------------------------------------- | ------- | ----------------------------------- | ------------ | --- |
| 1833                                     | 1848    | Louis-Étienne-Henry Leclerc-Branger |              | Docteur en médecine, maire de Bressuire                                                                     |
|                                          |         |                                     |              | |
| 1895                                     | 1898    | Casimir Puichaud                    | Droite       | Propriétaire à Clazay                                                                                       |
|                                          |         |                                     |              | |
| 1895                                     | 1904    | Henry Savary de Beauregard          | Monarchiste  | Propriétaire, maire de Châtillon-sur-Sèvre, député (1897-1913)                                              |
| 1901                                     |         | M. Rouault                          | Conservateur | |
| 1907                                     | 1925    | Achille Vadier                      | Conservateur | Avoué à Bressuire                                                                                           |
| 1913                                     | 1940    | Charles Pajou (1884-1964)           | Conservateur | Horticulteur pépiniériste à Bressuire                                                                       |
| 1925                                     | 1934    | André Rousselot                     | Libéral      | Négociant à Bressuire                                                                                       |
|                                          | 1940    | Constantin Revault                  | Conservateur | Négociant à Bressuire                                                                                       |
| 1940                                     |         |                                     |              | Les conseils d'arrondissement ont été suspendus par la loi du 12 octobre 1940 et n'ont jamais été réactivés |
| Les données manquantes sont à compléter. |         |                                     |              | |

### Conseillers généraux de 1833 à 2015
| Période      | Période              | Identité                                      | Étiquette                        | Qualité |
| ------------ | -------------------- | --------------------------------------------- | -------------------------------- | --- |
| 1833         | 1852 (décès)         | Jacques-Gabriel Aubin                         | Opposition modérée               | Président du Tribunal civil de Bressuire, ancien député (1815) |
| 1852         | 1867 (décès)         | Henri-Auguste-Georges de La Rochejaquelein    | Droite Monarchiste               | Propriétaire à Boismé Pair de France (1815-1830) Député (1852-1851) Sénateur (1852-1867)                                                                                         |
| 1867         | 1871                 | Clodomir Barbaud                              |                                  | Propriétaire, maire de Bressuire (1865-1871) |
| 1871         | 1879 (démission)     | Julien-Gaston du Vergier de La Rochejaquelein | Droite Monarchiste (Légitimiste) | Propriétaire à Boismé Député (1871-1878, 1881-1885, 1889-1897) |
| 1879         | 1892                 | Camille Dupuis                                | Droite                           | Docteur-médecin à Bressuire |
| 1892         | 1898                 | Henri Ernest Ardouin                          | Républicain                      | Avoué à Bressuire |
| 1898         | 1904                 | Casimir Puichaud                              | Conservateur                     | Propriétaire à Clazay, conseiller d'arrondissement |
| 1904         | 1910                 | Henry Savary de Beauregard                    | Conservateur                     | Propriétaire Maire de Châtillon-sur-Sèvre, conseiller d'arrondissement Député (1897-1913)                                                                                        |
| 1910         | 1934                 | Charles Démange                               | Conservateur                     | Médecin - Maire de Faye-l'Abbesse |
| 1934         | 1940                 | André Rousselot                               | Conservateur                     | Négociant - Maire de Bressuire (1941-1944), conseiller d'arrondissement Membre de la Commission administrative départementale (1941-1943) Nommé conseiller départemental en 1943 |
|              |                      |                                               |                                  | |
| 1945         | 1970                 | Jean Rambault (1907-1992)                     | MRP puis CD                      | Cultivateur à Bressuire |
| 1970         | 1994                 | Albert Brochard                               | SE puis CD puis UDF              | Transporteur, agent de voyages Député (1973-1993) |
| 1994         | 2001                 | Jean-Marc Chevrier                            | DVD                              | Médecin à Bressuire |
| 2001         | janvier 2013 (décès) | Henri Papin                                   | DVD                              | Enseignant, directeur de l'Institut rural Ancien maire de Saint-Sauveur-de-Givre-en-Mai (commune associée à Bressuire)                                                           |
| janvier 2013 | 2015                 | Estelle Gerbaud                               | DVD                              | Chef d'entreprise à Bressuire |

### Conseillers départementaux depuis 2015
| Période élective | Période élective | Mandat | Mandat   | Identité          | Nuance | Nuance | Qualité |
| ---------------- | ---------------- | ------ | -------- | ----------------- | ------ | ------ | --- |
| 2015             | 2021             | 2015   | 2021     | Estelle Gerbaud   |        | DVD    | Conseillère en gestion de patrimoine à Bressuire 4e vice-présidente, chargée de l'Aménagement des territoires |
| 2015             | 2021             | 2015   | 2021     | François Gingreau |        | DVD    | Directeur d'école, maire de Boismé (2008-2014)                                                                |
| 2021             | 2028             | 2021   | en cours | Estelle Gerbaud   |        | DVD    | Conseillère sortante 4e vice-présidente chargée du Développement territorial                                  |
| 2021             | 2028             | 2021   | en cours | François Gingreau |        | DVD    | Conseiller sortant                                                                                            |

### Résultats détaillés

#### Élections de mars 2015
À l'issue du premier tour des élections départementales de 2015, deux binômes sont en ballottage : Estelle Gerbaud et François Gingreau (DVD, 26,29 %) et Marc Bonneau et Anita Briffe (Union de la gauche, 24,77 %). Le taux de participation est de 49,82 % (8 537 votants sur 17 134 inscrits) contre 50,44 % au niveau départemental et 50,17 % au niveau national.
Au second tour, Estelle Gerbaud et François Gingreau (DVD) sont élus avec 61,13 % des suffrages exprimés et un taux de participation de 48,87 % (4 673 voix pour 8 373 votants et 17 134 inscrits).

#### Élections de juin 2021
Le premier tour des élections départementales de 2021 est marqué par un très faible taux de participation (33,26 % au niveau national). Dans le canton de Bressuire, ce taux de participation est de 29,87 % (5 024 votants sur 16 822 inscrits) contre 32,03 % au niveau départemental. À l'issue de ce premier tour, deux binômes sont en ballottage : Estelle Gerbaud et François Gingreau (Union au centre et à droite, 61,19 %) et Emile Bregeon et Anita Briffe (Union à gauche avec des écologistes, 24,11 %).
Le second tour des élections est marqué une nouvelle fois par une abstention massive équivalente au premier tour. Les taux de participation sont de 34,36 % au niveau national, 31,89 % dans le département et 29,8 % dans le canton de Bressuire. Estelle Gerbaud et François Gingreau (Union au centre et à droite) sont élus avec 72,47 % des suffrages exprimés (3 399 voix pour 5 013 votants et 16 824 inscrits),,. 

## Composition

### Composition avant 2015
Le canton de Bressuire regroupait quatre communes.
| Nom                   | Code Insee | Codepostal | Superficie (km2) | Population (dernière pop. légale) | Densité (hab./km2) |
| --------------------- | ---------- | ---------- | ---------------- | --------------------------------- | ------------------ |
| Bressuire (chef-lieu) | 79049      | 79300      | 180,59           | 18 966 (2012)                     | 105                |
| Boismé                | 79038      | 79300      | 37,80            | 1 171 (2012)                      | 31                 |
| Chiché                | 79088      | 79350      | 46,99            | 1 656 (2012)                      | 35                 |
| Faye-l'Abbesse        | 79116      | 79350      | 23,27            | 1 040 (2012)                      | 45                 |

### Composition à partir de 2015
Lors du redécoupage de 2014, le canton de Bressuire comprenait six communes entières.
À la suite de la création de la commune nouvelle d'Argentonnay au 1er janvier 2016 ainsi qu'au décret du 7 novembre 2019 la rattachant entièrement au canton de Mauléon, le canton comprend désormais cinq communes entières.
| Nom                               | Code Insee | Intercommunalité         | Superficie (km2) | Population (dernière pop. légale) | Densité (hab./km2) | Modifier                                    |
| --------------------------------- | ---------- | ------------------------ | ---------------- | --------------------------------- | ------------------ | ------------------------------------------- |
| Bressuire (bureau centralisateur) | 79049      | CA du Bocage Bressuirais | 180,59           | 19 860 (2022)                     | 110                | modifier les données · modifier les données |
| Boismé                            | 79038      | CA du Bocage Bressuirais | 37,80            | 1 175 (2022)                      | 31                 | modifier les données · modifier les données |
| Chiché                            | 79088      | CA du Bocage Bressuirais | 46,99            | 1 689 (2022)                      | 36                 | modifier les données · modifier les données |
| Faye-l'Abbesse                    | 79116      | CA du Bocage Bressuirais | 23,27            | 1 126 (2022)                      | 48                 | modifier les données · modifier les données |
| Geay                              | 79131      | CA du Bocage Bressuirais | 19,25            | 337 (2022)                        | 18                 | modifier les données · modifier les données |
| Canton de Bressuire               | 7902       |                          | 307,90           | 24 187 (2022)                     | 79                 | modifier les données                        |

## Démographie

### Démographie avant 2015
| 1962   | 1968   | 1975   | 1982   | 1990   | 1999   | 2006   | 2011   | 2012   |
| ------ | ------ | ------ | ------ | ------ | ------ | ------ | ------ | ------ |
| 16 337 | 17 160 | 19 362 | 20 660 | 21 215 | 21 169 | 21 817 | 22 602 | 22 833 |

Après une stabilisation dans les années 1990, la population du canton évolue à la hausse entre 1999 et 2007. Durant cette période, le canton enregistre 700 nouveaux habitants, principalement à Bressuire (+426 hab.). Chiché enregistre la plus forte hausse annuelle (+1,27 %/an, +119 hab.). Boismé et Faye-l'Abbesse gagnent environ 50 habitants, soit environ 0,7 %/an.
C'est le 3e canton le plus peuplé des Deux-Sèvres.

### Démographie depuis 2015
En 2022, le canton comptait 24 187 habitants, en évolution de +0,76 % par rapport à 2016 (Deux-Sèvres : +0,18 %, France hors Mayotte : +2,11 %).
| 2013   | 2018   | 2022   |
| ------ | ------ | ------ |
| 23 426 | 24 024 | 24 187 |